# Jan Haratyk
Jan Haratyk (ur. 4 grudnia 1913 w Koniakowie, zm. 13 maja 1990) – polski narciarz i trener narciarstwa, medalista mistrzostw świata (1939) i mistrzostw Polski.

## Życiorys
Przed II wojną światową uprawiał narciarstwo w Śląskim Klubie Narciarskim, w 1934 wywalczył z tym klubem srebrny medal mistrzostw Polski w sztafecie 5 × 10 km, w 1936 brązowy medal mistrzostw Polski w sztafecie 4 × 10 km. Od 1936 służył w 3 pułku Strzelców Podhalańskich, ukończył szkołę podoficerską i został mianowany na stopień kaprala. Czterokrotnie wygrywał mistrzostwa Śląska w kombinacji norweskiej, wygrywał także zawody o mistrzostwo Wojska Polskiego w biegu zjazdowym i biegu na 25 km. Od 1937 był także instruktorem narciarskim.
W 1939 osiągnął swój najlepszy wynik w karierze, zdobywając brązowy medal na mistrzostwach świata w Zakopanem w wojskowym biegu patrolowym (razem z Józefem Hamburgerem, Janem Czepczorem i Janem Wawrzaczem).
Walczył w wojnie obronnej 1939, następnie przedostał się przez Węgry do Francji, gdzie służył w 4 pułku piechoty 2 Dywizji Strzelców Pieszych, w stopniu plutonowego. Za udział w kampanii francuskiej 1940 i bohaterstwo w walkach pod Damprichard został odznaczony Krzyżem Walecznych i francuskim Krzyżem Wojennym. Po upadku Francji był początkowo internowany w Szwajcarii, czynnie uczestniczył w teatrze żołnierskim „Maryna”. Uciekł jednak z internowania, walczył w szeregach polskiego ruchu oporu we Francji, następnie był żołnierzem stacjonującego w Szkocji 3 batalionu grenadierów.
Po II wojnie światowej powrócił do Polski, był trenerem w LZS Wisła Istebna, równocześnie startował w barwach tego klubu, zdobywając w 1948 wicemistrzostwo Polski, a w 1949 brązowy medal mistrzostw Polski w sztafecie 4 × 10 km. Następnie pracował w sekcji narciarskiej LZS Koniaków, przekształconej kolejno w sekcję narciarską GKS Katowice i ROW Rybnik, gdzie był trenerem koordynatorem. Działał także w Związku Zawodowym Górników, inicjował górnicze spartakiady.
Wśród jego zawodników byli m.in. Erwin Fiedor, Jan Legierski i Stanisław Kawulok.